# Валенте-Диас
Валенте-Диас (исп. Valente Díaz)  —   город в Мексике, входит в штат Веракрус. Население — 17 719 человек.